# Cité administrative territoriale de la Guyane
Pour les articles homonymes, voir Cité administrative.
La Cité administrative territoriale de la Guyane, appelée anciennement Cité administrative régionale de la Guyane, est un ensemble de bâtiments qui accueille les services du conseil régional de la Guyane (jusqu'en 2015) puis de la collectivité territoriale de Guyane (CTG) qui lui succède en 2016. Elle est située à Cayenne, chef-lieu de la Guyane, dans le quartier de Suzini. 

## Historique
Avant sa réalisation, les services régionaux étaient éparpillés en Guyane. Dès 1997, l'assemblée régionale approuve le programme et la réalisation de la Cité administrative régionale, destinée à regrouper l'ensemble des services. Un concours de maîtrise d'œuvre est lancé par le président. 
Cependant la priorité était donnée à des opérations structurantes du territoire : le lycée agricole de Macouria, le palais régional omnisports Georges-Théolade (PROGT), l'Ensemble culturel régional (ENCRE), le marché d'intérêt régional, et l'abattoir. Après délibération le 31 juillet 2003, c'est le projet du groupement DEFI/NOFRAYANE qui est retenu pour la réalisation sous la forme d'un bail emphytéotique administratif. La livraison eut lieu au second semestre 2005.
La cité change de nom à la suite du changement de statut de la collectivité qui, de région, devient une collectivité territoriale unique.
En 2019, la construction de nouveaux bâtiments est programmé : 3 immeubles supplémentaire de 2 étages, un bâtiment d'accueil et des cheminements piétons couverts. Ils seront livrés fin 2021.

## Descriptif
Située sur le site de l'ancien Lycée agricole de Suzini à Cayenne. Elle se compose depuis 2021 de la manière suivante :
- un immeuble de 4 étages ;
- 4 immeubles de 2 étages ;
- un bâtiment d'accueil de plain-pied ;
- une salle de délibération circulaire de 200 places.